# GNU Ferret
GNU Ferret (ранее GerWin) — свободный инструмент для ER-моделирования и реверс-инжиниринга реляционных баз данных. Впрочем, механизмы реверс-инжиниринга пока не реализованы, и ожидаются в версии 1.0.
Разрабатывается как свободный аналог ERwin. Ferret в названии — это не только хорёк, но и аббревиатура от «Free Entity Relationship and Reverse Engineering Tool». Ядро GNU Ferret написано на Си, GUI — на Tcl.